# Jeannette Pilou
Jeannette Pilou (griechisch Ιωάννα «Ζαννέτ» Πηλού Ioánna „Zannét“ Piloú; * 11. Juli 1937 in Alexandria; † 27. April 2020 in Athen) war eine italienische Opernsängerin griechischer Abstammung (Sopran).

## Leben
Jeannette Pilou begann ihre Gesangsausbildung in Ägypten und setzte sie in Italien bei Carla Castellani fort. 1959 debütierte sie am Teatro Smeraldo in Mailand als Violetta in La traviata und hatte mit dieser Rolle bereits 1960 ihren ersten Auftritt an der Mailänder Scala. Ihre internationale Karriere entwickelte sich schnell. Ihr Repertoire umfasste eine breite Palette von lyrischen und dramatischen Sopranrollen in italienischen und französischen Opern.
1965 interpretierte sie die Hauptrolle in La Bohème an der Wiener Staatsoper, wo sie bis 1979 in 185 Vorstellungen 16 Rollen verkörperte.
Beginnend mit der Rolle von Juliette (Roméo et Juliette) am 7. Oktober 1967 sang sie in den Jahren bis zu ihrer letzten Vorstellung als Nedda (Pagliacci) am 27. Mai 1986 79 mal an der Metropolitan Opera in New York, u. a. die Susanna (Le nozze di Figaro), Mélisande (Pelléas et Mélisande), Micaëla (Carmen), Marguerite (Faust) oder die Mimì (La Bohème).
Darüber hinaus trat sie beim Festival d’Aix-en-Provence, den Internationalen Maifestspielen Wiesbaden, den Opernfestspielen Arena di Verona, der Wexford Festival Opera oder 1968 bei den Salzburger Festspielen (Zerlina in Don Giovanni) auf.
1973 sang sie die Hauptrolle der Inez de Castro in der Uraufführung von Renzo Rossellinis Oper La reine morte (Monte Carlo, 7. Juli).
In den Jahren 1969 bis 1985 nahm sie regelmäßig an Produktionen der Griechischen Nationaloper und beim Athener Festival teil und gab gefeierte Interpretationen von Liù (Turandot), Susanna (Le nozze di Figaro) und Cio-Cio-San (Madama Butterfly), Donna Elvira Don Giovanni, Desdemona (Otello) und Marguerite Faust. 1998 war sie die Mélisande bei der griechischen Erstaufführung von Debussys Oper Pelléas et Mélisande im Athener Konzertsaal.
Im Laufe ihrer Karriere hatte sie an allen großen Opernhäusern in Europa und Amerika Gastspiele, wie an der Londoner Covent Garden, Stadsschouwburg Amsterdam, Hamburgischen Staatsoper, Oper Köln, Oper in Hannover, dem Brüsseler Opernhaus La Monnaie, der Pariser Opéra Garnier, Ungarischen Staatsoper, dem Teatro Carlo Felice in Genua, Gran Teatre del Liceu in Barcelona, Teatro Nacional de São Carlos in Lissabon, der Lyric Opera of Chicago, New Orleans Opera, Houston Grand Opera, Opera Philadelphia, San Francisco Opera sowie am Teatro Colón in Buenos Aires.
Ihr Repertoire reichte von Glucks Eurydike (Orpheus und Eurydike) und Mozarts Susanna und Zerlina bis zu den drei weiblichen Rollen in Einems Der Prozess, aber ihr lyrischer Stil und ihre Persönlichkeit passten besonders zur französischen Oper, und Marguerite, Julia, Micaëla, Manon und Mélisande gehörten zu ihren erfolgreichsten Darbietungen. Sie war auch eine gute Violetta, während ihre Puccini-Rollen Mimì, Butterfly, Manon Lescaut, Liù und Magda (La rondine) umfassten. Das Timbre ihrer Stimme war nicht ohne eine Spur von Härte, die sie aber geschickt einsetzte, um ihren Auftritten eine dramatische Note zu verleihen.
Pilou war Gründungsmitglied der Stiftung Maria Callas Stipendium.

## Auszeichnungen (Auswahl)
- Chevalier de l'Ordre des Arts et des Lettres[6]
- Puccini-Preis[7]